# 馬林圭區
17°54′50″S 34°21′29″E / 17.914°S 34.358°E

馬林圭區（葡萄牙語：Maringué），是莫桑比克的行政區，位於該國中東部，由索法拉省負責管轄，首府設於馬林圭，面積6,176平方公里，2007年人口75,089，人口密度每平方公里12人。